# Marija Pikić
Marija Pikić (Trebinje, 17 december 1989) is een actrice uit Bosnië en Herzegovina.
In 2012 won zij de filmprijs Hart van Sarajevo voor beste actrice met de film Children of Sarajevo.

## Filmografie
- Gemeinsame Normdatei: 1044063114
- International Standard Name Identifier: 0000 0004 2012 8431
- Library of Congress Control Number: no2015118687
- Système universitaire de documentation: 175324549
- Virtual International Authority File: 305346330
- WorldCat: E39PBJB8tP86Rw6VfKYHYGtYfq